# Wargacz kniazik
Wargacz kniazik (Labrus bergylta) – gatunek ryby z rodziny wargaczowatych (Labridae).

## Występowanie
Występuje w północnym Atlantyku od Norwegii i północnej Szkocji do wybrzeży zachodniej Afryki, także wokół Azorów, Madery i Wysp Kanaryjskich. Bardzo rzadko także w zachodniej części Morza Śródziemnego.
Ryba żyjąca nad dnem żwirowatym i skalistym obficie porośniętym glonami, na głębokości do 50 m, choć zazwyczaj tylko od 5 do 20 m. 
Ryba żyjąca samotnie, aktywna jedynie w dzień, noc spędza w pieczarach i rozpadlinach skalnych. Młode ryby można spotkać na płytkich wodach przybrzeżnych, a nawet w okresowych kałużach pozostałych po odpływie w szczelinach skalnych.

## Opis
Dorasta maksymalnie do 60 cm. Ciało długie, krępe o dużej głowie i długim pysku. Szczęki daleko wysuwalne, na każdej z nich uzębienie w postaci rzędu silnych stożkowatych zębów, kość podniebienia bezzębna, natomiast dolna kości gardłowe zrośnięte w silną płytkę żującą. Łuski duże, koliste, wzdłuż  linii bocznej od 41–47 łusek przebiegających równolegle do linii grzbietu. Płetwa grzbietowe długa, niepodzielona podparta 18–21 twardymi i 9–13 miękkimi promieniami. Płetwa odbytowa podparta 3 twardymi i 8–12 miękkimi promieniami.
Ubarwienie: zmienne w zależności od miejsca przebywania, wieku i dojrzałości płciowej. Zazwyczaj w barwach występują odcienie zieleni lub brązu, często na każdej łusce znajdują się jasne plamy. Płetwy pokryte białymi punktami.

## Odżywianie
Odżywia się drobnymi skorupiakami i mięczakami.

## Rozród
Tarło odbywa się w maju i czerwcu. Samiec buduje specjalne gniazdo na dnie, do którego składana jest ikra.